# 劉燕翼
劉燕翼（？—？），字襄孙。浙江杭州人，清朝政治人物、進士出身。
光緒二十一年，登進士，同年五月，改翰林院庶吉士。光緒二十四年四月，散館，授翰林院編修。后外任，官至江苏苏松太道。